# 河迳村 (于都县)
河迳村，是中华人民共和国江西省赣州市于都县铁山垅镇所辖的行政村。河迳村位于铁山垅镇北部。总人口1739人(2005年)。河迳村包含8个自然村：松山背村、隘上村、桥头村、大坪村、大河迳村、老屋村、灯盏丘村、樟陂村。区划代码360731101202。